# Ptychosperma tagulense
Ptychosperma tagulense là loài thực vật có hoa thuộc họ Arecaceae. Loài này được Essig miêu tả khoa học đầu tiên năm 1978.